# Cor Dekkinga
Cor H.P. Dekking (Katwijk,  11 augustus 1929 - 26 juni 2011) was een Nederlands/Franse fotograaf, die jaren in Parijs heeft gewerkt. Hij was gespecialiseerd in portretfotografie en dansfotografie.

## Levensloop
Dekkinga werd geboren in Katwijk en groeide op in Rotterdam-Centrum. Bij het Bombardement op Rotterdam ging hun huis in vlammen op, en vonden ze nieuw onderdak in Kralingen. Tijdens zijn lerarenopleiding begon hij met fotografie. Door contact met de beeldhouwster en schilderes Lotti van der Gaag ontmoette hij de trombonist F.B. Hotz.
In 1952 ging Dekkinga met Hotz mee naar Parijs. Daar fotografeerde hij het jazz-leven en de kunstwereld. Zo fotografeerde hij Kees van Dongen in zijn nadagen, en diverse Cobra-kunstenaars, waaronder Karel Appel, Mark Brusse, Corneille, Lotti van der Gaag en Dora Tuynman. Enige van die werken zijn aangekocht door het Cobra Museum voor Moderne Kunst Amstelveen.
Dekkinga verbleef uiteindelijk langere tijd in Parijs. In Rotterdam bleef hij contact onderhouden met onder andere Cornelis Bastiaan Vaandrager, wat de laatste beschreef in zijn De reus van Rotterdam: Stadsgeheimen uit 1972.
In 1959 was Dekkinga onderscheiden met de Laurenspenning, voor "het in beeld brengen van de geestelijke waarden van onze samenleving of de bedreiging van die geestelijke waarden." Eerder dat jaar hij in Rotterdam al een fotowedstrijd rond de opening van het Jeugdcentrum gewonnen, waarbij Cas Oorthuys en Paul Huf de inzendingen hadden beoordeeld.